# Calothamnus graniticus
Calothamnus graniticus är en myrtenväxtart som beskrevs av Trevor J. Hawkeswood. Calothamnus graniticus ingår i släktet Calothamnus och familjen myrtenväxter.
Artens utbredningsområde är Western Australia.

## Underarter
Arten delas in i följande underarter:
- C. g. graniticus
- C. g. leptophyllus

## Bildgalleri

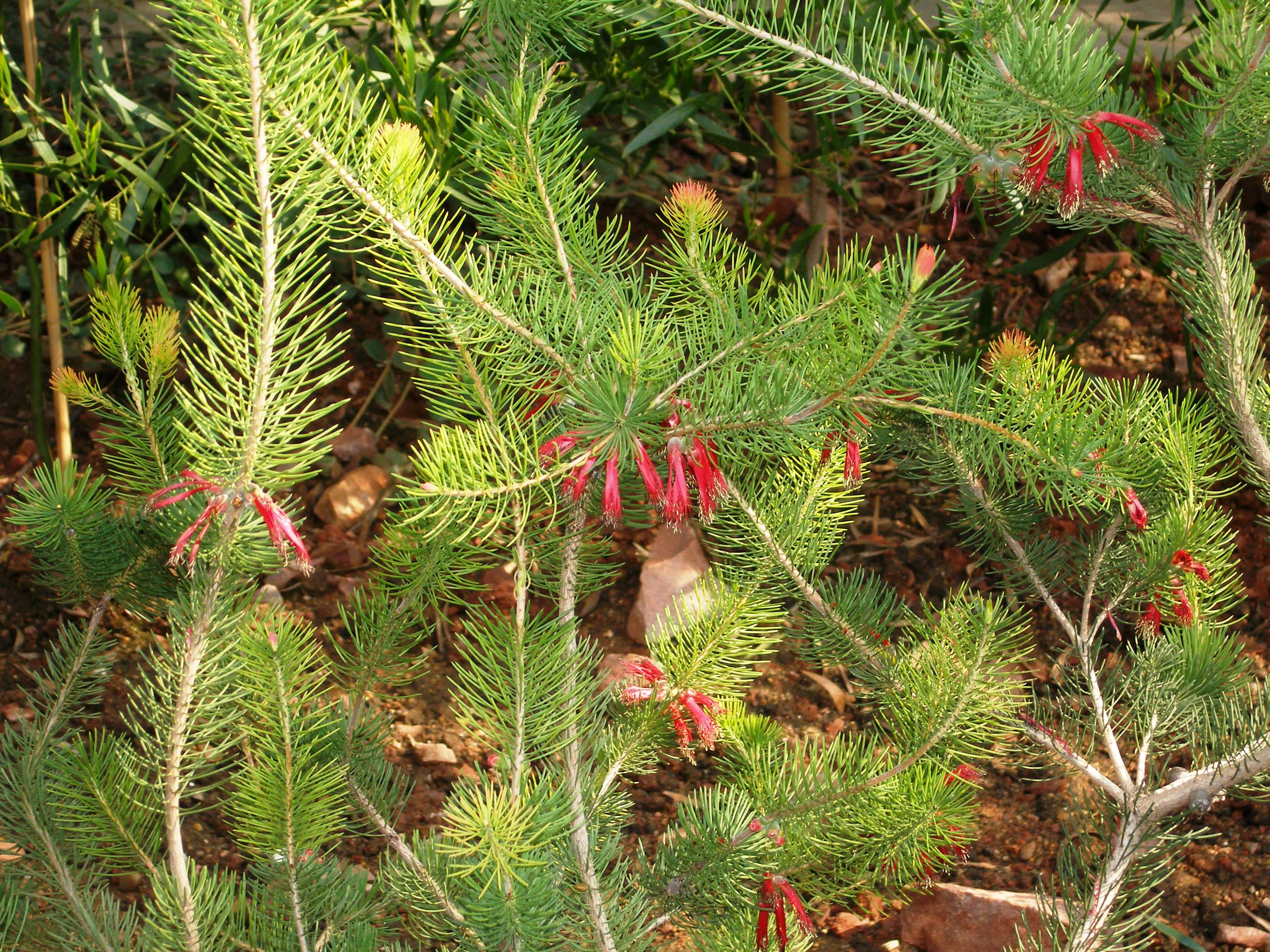
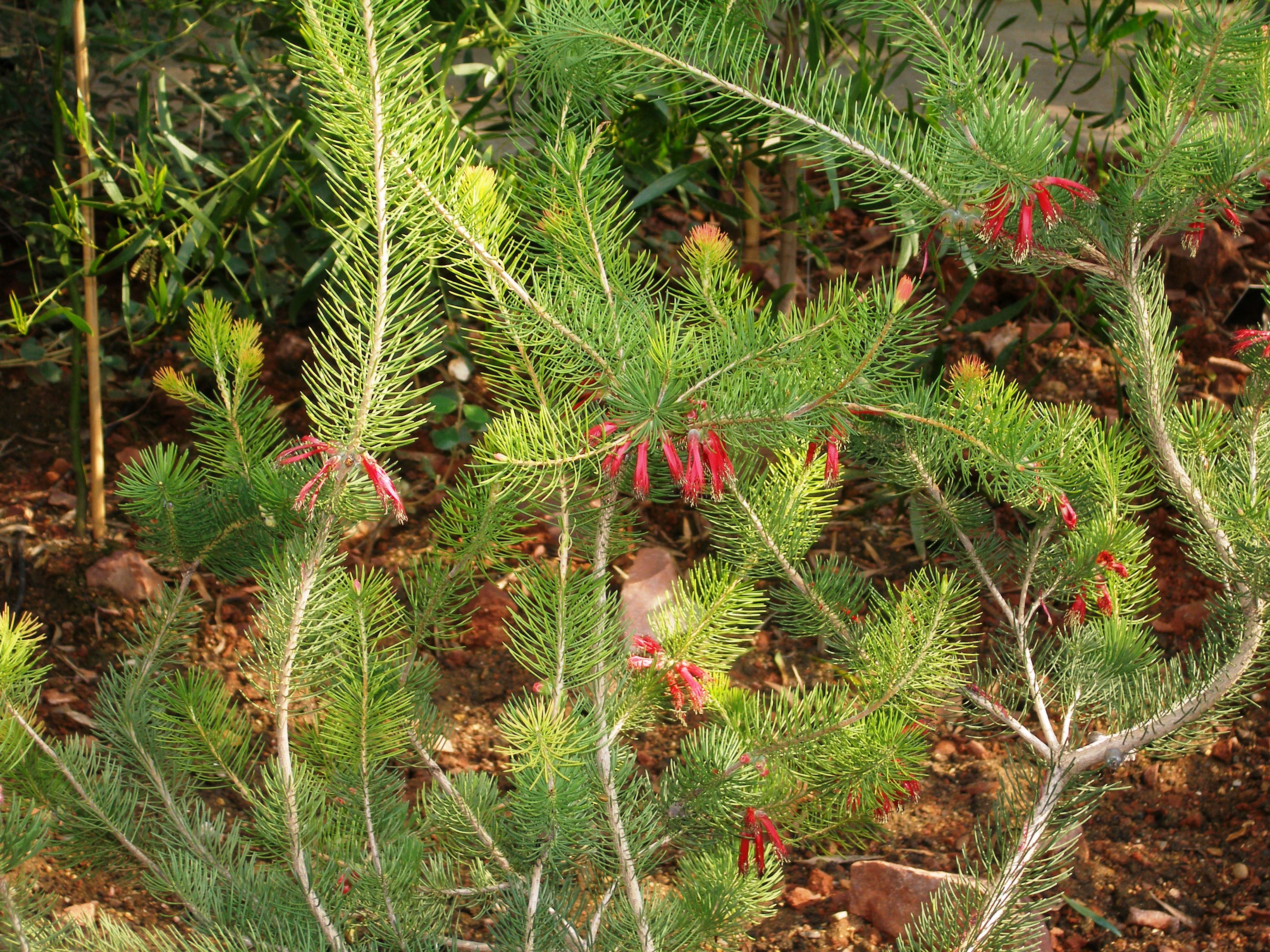